# Cast Away
Cast Away là một bộ phim chính kịch sinh tồn Mỹ năm 2000 do Robert Zemeckis đạo diễn và đồng sản xuất và có sự tham gia của Tom Hanks, Helen Hunt và Nick Searcy. Bộ phim mô tả một nhân viên của FedEx, Chuck Noland trên một hòn đảo không có người ở sau khi máy bay của anh bị rơi ở Nam Thái Bình Dương và anh ta cố gắng sống sót trên đảo bằng cách sử dụng tàn dư hàng hóa trên máy bay của anh ta.
Bộ phim được phát hành vào ngày 22 tháng 12 năm 2000. Đây là một thành công quan trọng và thương mại, thu về 429 triệu đô la trên toàn thế giới, với Hanks được đề cử Nam diễn viên chính xuất sắc nhất trong Giải Oscar lần thứ 73.

## Nội dung
Năm 1995, Chuck Noland, giám đốc điều hành phân tích hệ thống, đi khắp thế giới để giải quyết các vấn đề về năng suất tại các kho hàng của Federal Express. Anh sống với bạn gái của mình là Kelly Frears ở Memphis, tiểu bang Tennessee, Hoa Kỳ. Cặp đôi muốn kết hôn nhưng do có lịch trình bận rộn nên Chuck đã phải hoãn buổi hôn lễ. Trong bữa tối Giáng sinh của gia đình, Chuck được triệu tập để giải quyết vấn đề công việc ở Malaysia. Máy bay chở hàng của Federal Express mà anh đang đi gặp phải một cơn bão dữ dội và rơi xuống Thái Bình Dương. Chuck là người duy nhất sống sót sau vụ tai nạn và trốn thoát bằng bè cứu sinh bơm hơi, đồng thời làm mất thiết bị phát định vị khẩn cấp trong quá trình này. Ngày hôm sau, anh dạt vào một hoang đảo không có dân cư.
Trong vài ngày sau đó, một số gói hàng của Federal Express trôi dạt vào bờ biển, cũng như xác của một trong những phi công của Federal Express, người mà Chuck đã chôn cất. Chuck cố gắng ra hiệu cho một tàu thủy đi qua và trốn thoát trên chiếc bè cứu sinh bị hư hỏng, nhưng con sóng ập đến đã ném anh vào rạn san hô, khiến anh bị thương ở chân. Sau đó, Chuck tìm thấy đủ thức ăn, nước uống và nơi trú ẩn. Chuck mở hầu hết các gói hàng, tìm thấy một số vật phẩm hữu ích, nhưng không mở gói hàng có vẽ một đôi cánh thiên thần màu vàng. Trong khi cố gắng tạo ra lửa, Chuck bị đứt tay. Anh tức giận ném một số đồ vật từ các gói hàng, bao gồm quả bóng chuyền Wilson Sporting Goods, để lại bàn tay đẫm máu trên quả bóng. Sau khi bình tĩnh lại, Chuck vẽ vết máu thành hình khuôn mặt, đặt tên cho quả bóng là Wilson và bắt đầu nói chuyện với nó. Chuck cứ tiếp tục nói chuyện với quả bóng như một người bạn thường xuyên trong suốt thời gian còn lại trên đảo.
Bốn năm sau, vào năm 1999, Chuck bây giờ tóc dài, râu ria đã chuyển đến sống trong một hang động. Sau khi lấy được một mảnh lớn vách ngăn nhà vệ sinh di động trôi dạt vào đảo, anh đóng một chiếc bè từ gỗ và dây tự tết, dùng tấm vách làm buồm. Chuck đã chế tạo và hạ thủy thành công chiếc bè, dự trữ nước và mang đi gói hàng Chuyển phát nhanh Liên bang chưa mở. Chuck đã sống sót và vượt qua cơn bão cùng với chiếc bè tự chế, nhưng sau đó quả bóng Wilson rơi khỏi chiếc bè và trôi đi. Chuck tỉnh dậy và cố gắng "giải cứu" Wilson trong vô vọng nhưng lại đau buồn vì mất mát của mình. Ngay sau đó, anh được cứu bởi một tàu hàng đi qua.
Khi trở về quê nhà, Chuck biết rằng mình đã bị gia đình và bạn bè nghi ngờ là đã chết hay mất tích. Sau đó, một Chuck chải chuốt và chải chuốt trở lại dự bữa tiệc chào mừng tại nhà của một anh hùng tại Trụ sở chính của Cục Tốc hành Liên bang ở Memphis. Kelly đã kết hôn và có một cô con gái. Chuck đến nhà Kelly và đoàn tụ với cô ấy. Cả hai vẫn còn tình cảm với nhau nhưng cả hai đều biết rằng Kelly không thể bỏ rơi gia đình mình. Vào một đêm mưa, Kelly giao cho Chuck chiếc xe Jeep cũ của anh, và họ buồn bã chia tay nhau. Chuck lái xe đến Texas để trả lại gói Chuyển phát nhanh Liên bang chưa mở cho người gửi. Không tìm thấy ai ở nhà, anh để gói hàng ở cửa với lời nhắn nói rằng gói hàng đã "cứu mạng" anh ta. Chuck khởi hành trên chiếc xe tải của mình (nơi anh đã mua một quả bóng chuyền Wilson khác và đặt nó vào ghế hành khách) và dừng lại ở một ngã tư hẻo lánh. Một người phụ nữ trong một chiếc xe bán tải dừng lại và cung cấp thông tin về nơi mỗi con đường dẫn đến. Khi cô lái xe đi, Chuck để ý thấy một chiếc cánh thiên thần được sơn trên cửa sau xe tải của cô, giống với chiếc cánh trên bưu kiện. Chuck nhìn xuống từng con đường, cố gắng quyết định nên đi con đường nào. Cuối cùng, Chuck nhìn xuống con đường mà người phụ nữ đã đi qua...